# Soranthus
Soranthus là chi thực vật có hoa trong họ Apiaceae.